# Tarczyk ząbkowany
Tarczyk ząbkowany (Cassida denticollis) – gatunek chrząszcza z rodziny stonkowatych i podrodziny tarczykowatych. Zamieszkuje zachodnią Eurazję, od Półwyspu Iberyjskiego po zachodnią Syberię. Żeruje na bylicach, krwawnikach i wrotyczach.

## Taksonomia
Gatunek ten opisany został po raz pierwszy w 1844 roku przez Christiana W.L.E. Suffriana.

## Morfologia
Chrząszcz o ciele długości od 5,5 do 7 mm. Grzbietowa strona ciała za życia owada ma tło ubarwione zielono, natomiast u wysuszonych okazów martwych jest ono żółte. Na przedzie pokryw obecna jest czerwona plama trójkątnego kształtu, zwykle rozdzielona na trzy części poprzez ominięcie drugich międzyrzędów. Niekiedy czerwonawe zabarwienie ma także przedplecze. Głowa ma mniej więcej tak szeroki jak długi nadustek oraz głębokie wycięcie na przedzie wargi górnej. Przedplecze jest najszersze w nasadowej połowie i w tym miejscu nie jest węższe od pokryw. Brzegi przedplecza i pokryw są rozpłaszczone. Na przednich krawędziach pokryw występują charakterystyczne, wyraźne, czarne ząbki. Na bocznych brzegach pokryw brak jest wałeczkowatych nabrzmiałości. W widoku bocznym brak jest na międzyrzędach pokryw wyraźnego, sterczącego owłosienia. Drugi międzyrząd pokryw jest trochę odgięty za tarczką. Spód tułowia i odwłoka są pozbawione metalicznego połysku i porośnięte skąpym owłosieniem. Odnóża wszystkich par mają czarne biodra. Stopy mają rozchylone, pozbawione ząbków przy nasadach pazurki wystające poza wieńce szczecinek na trzecich członach.

## Ekologia i występowanie
Owad ten związany jest z terenami otwartymi. Najchętniej zasiedla przydroża, przytorza, ugory o piaszczystym podłożu, suche pastwiska i stoki o dużym nasłonecznieniu. Zarówno osobniki dorosłe, jak i larwy tego tarczyka są fitofagami żerującymi na roślinach z rodziny astrowatych. Wśród ich roślin żywicielskich wymienia się: krwawnik pospolity, bylicę piołun, bylicę polną, wrotycz baldachogroniasty oraz wrotycz pospolity.
Gatunek palearktyczny. W Europie znany jest z Portugalii, Hiszpanii, Wielkiej Brytanii, Francji, Monako, Belgii, Holandii, Niemiec, Szwajcarii, Liechtensteinu, Austrii, Włoch, Danii, Szwecji, Norwegii, Finlandii, Estonii, Łotwy, Litwy, Polski, Czech, Słowacji, Węgier, Białorusi, Ukrainy, Rumunii, Mołdawii, Bułgarii, Słowenii, Chorwacji, Bośni i Hercegowiny, Serbii, Czarnogóry, Albanii, Grecji i Rosji. Północna granica jego zasięgu na tym kontynencie przebiega w okolicy równoleżnika 61°N. Poza Europą zamieszkuje zachodnią część Syberii. W Polsce należy do nierzadkich gatunków, zamieszkujących obszar prawie całego kraju.